# コリャジュマ
座標: 北緯61度19分 東経47度8分 / 北緯61.317度 東経47.133度

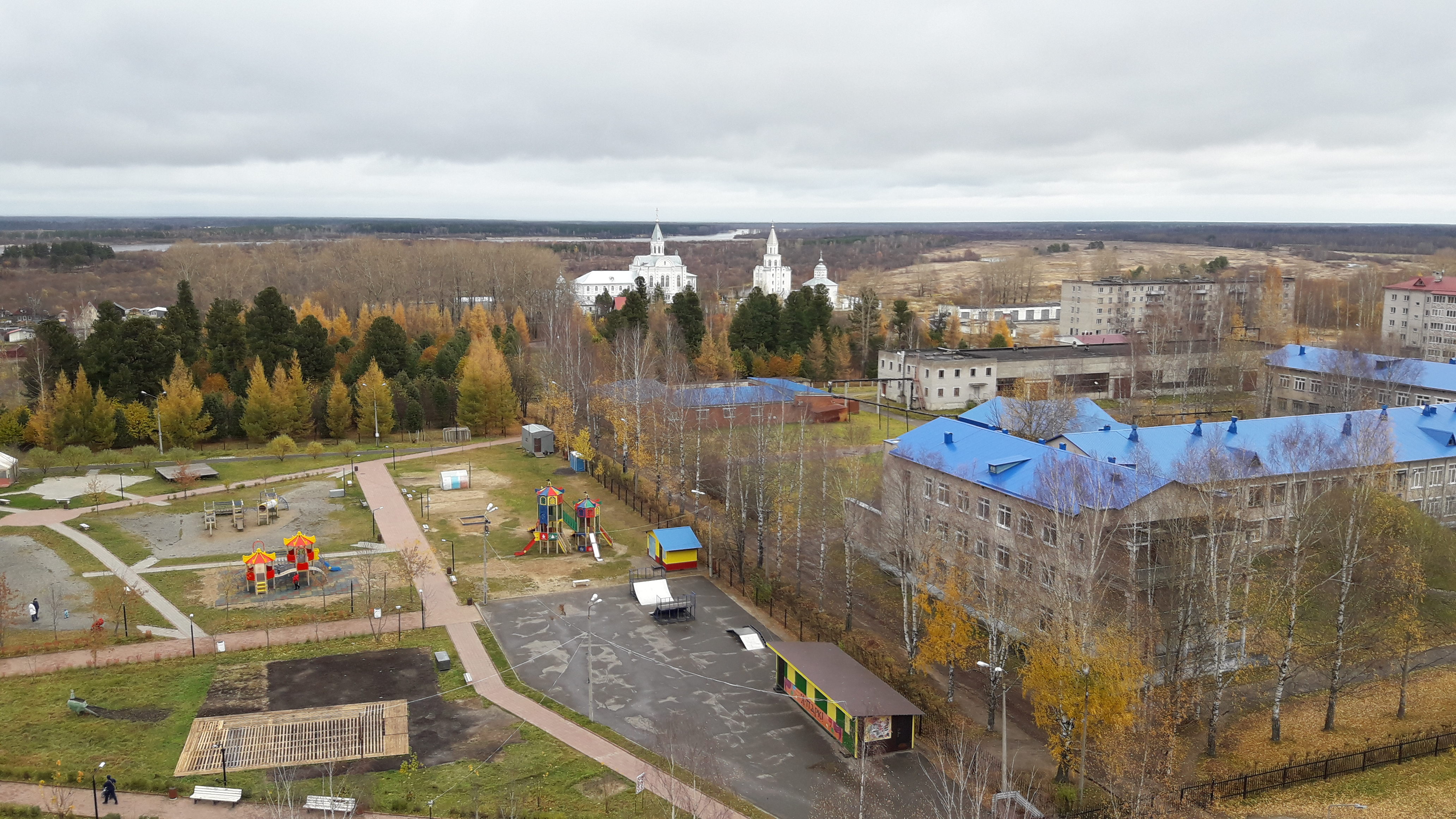

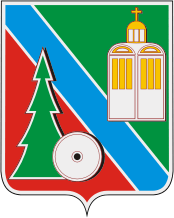
市章

コリャジュマ（ロシア語: Коряжма, ラテン文字転写：Koryazhma）は、ロシア連邦アルハンゲリスク州南部の都市。人口は3万4523人（2021年）。
ヴィチェグダ川左岸に位置し、アルハンゲリスク市から835km。コトラス市から東に30km。
16世紀にこの地にニコライ・コリャジュマ修道院がつくられたのが起源とされる。1985年に都市として登録された。
現在の市の経済活動の大部分は、ヴィチェグダ川下流のコトラスにある製紙工場によっている。

## 参照
1. ↑  “city population”. 2023年5月5日閲覧。
2. ↑  http://www.koradm.ru/econom_mo/